# Minor Earth Major Sky
Minor Earth Major Sky is het zesde studioalbum van a-ha uit 2000.

## Singles van dit album
- Summer Moved On
- Minor Earth Major Sky
- Velvet
- The Sun Never Shone That Day
- I Wish I Cared